# Jogos da Ásia Oriental de 2013
Os Jogos da Ásia Oriental de 2013, oficialmente denominados VI Jogos da Ásia Oriental, serão a sexta edição do evento multiesportivo realizado na Ásia a cada quatro anos. Serão realizados em Tianjin, China, de 6 a 15 de outubro.

## Organização

### Candidatura
Em 2007 a China e a Mongólia entraram no processo de candidatura como potenciais sedes para os jogos.

## Países participantes
A Nova Zelândia foi convidada para essa edição dos jogos.
| - China - Taipé Chinesa - Guam - Hong Kong - Nova Zelândia |  | - Japão - Coreia do Norte - Coreia do Sul - Macau - Mongólia |